# Dourdenne
Die Dourdenne ist ein Fluss in Frankreich, der im Département Lot-et-Garonne in der Region Nouvelle-Aquitaine verläuft. Sie entspringt im Gemeindegebiet von Ségalas, entwässert generell in westlicher Richtung und mündet nach rund 24 Kilometern an der Gemeindegrenze von Allemans-du-Dropt und La Sauvetat-du-Dropt als linker Nebenfluss in den Dropt.

## Orte am Fluss
- Lavergne
- Miramont-de-Guyenne
- Roumagne